# Противоракетная оборона США
Национа́льная противораке́тная оборо́на (НПРО, англ. National Missile Defense, NMD) — комплексная система обнаружения, отслеживания и перехвата баллистических ракет различных классов,в том числе и ядерных боеголовок (система ПРО). Заявленное предназначение — защита всей территории США, а также их союзников, дружественных государств и передовых военных баз от ракетных ударов ограниченной мощности.
Система представляет собой комплекс РЛС дальнего обнаружения (раннего предупреждения), спутников слежения за запусками ракет, пусковых установок и станций наведения ракет-перехватчиков наземного и морского базирования, предназначенных для уничтожения боевых блоков баллистических ракет малого, среднего и межконтинентального радиуса действия как в космическом пространстве, так и в атмосфере на разных участках траектории.
Российскими политическими и военными руководителями неоднократно высказывалось мнение, что система НПРО в действительности угрожает безопасности России и, возможно, Китая, нарушая сложившийся ядерный паритет. В конце 2006 — начале 2007 годов намерение американского руководства разместить элементы системы ПРО в Восточной Европе, в непосредственной близости от российской территории, натолкнулось на резкое противодействие со стороны России, что дало повод для утверждений о начале очередного витка гонки ракетно-ядерных вооружений и холодной войны. По мнению российского руководства, создаваемая США глобальная система противоракетной обороны направлена на подрыв "потенциала сдерживания" России и Китая, а развёртывание США объектов ПРО за пределами собственной территории имеет целью переложить на союзников часть задач по защите континентальной части США от удара баллистических ракет.
В январе 2019 года президент США Дональд Трамп представил обновлённую стратегию развития американской системы ПРО. Помимо России среди соперников США в документе выделены Китай, КНДР и Иран. В документе заявлено, что новейшие российские военные разработки «бросают вызов существующим оборонительным системам» США, что делает необходимой их существенную модернизацию с целью создания средств перехвата ракет противника «на всех стадиях полёта после запуска».

## История
Впервые идея создания системы противоракетной обороны США была выдвинута уже в 1945 году. В конце 1940-х годов США в рамках программы «Wizard» начали разработку противоракетных систем, предназначенных для противодействия советским баллистическим ракетам. Первые американские противоракетные программы носили названия Nike-Zeus и Nike-X. В 1960 году радары AN/FPS-49 (разработка Д. К. Бартона) для Системы предупреждения о ракетном нападении были поставлены на боевое дежурство в США (Аляска) и Великобритании (были заменены более новыми радарами лишь спустя 40 лет службы).

### Программа «Часовой» (Sentinel)
В 1963 году министр обороны США Роберт Макнамара объявил о начале работ по программе «Часовой» (англ. Sentinel), которая должна была обеспечить защиту от ракетных ударов значительной части континентальной территории США. Предполагалось, что система ПРО будет двухэшелонной, состоящей из высотных дальних ракет-перехватчиков LIM-49A Spartan и противоракет ближнего перехвата Sprint, связанных с ними РЛС «PAR» и «MAR», а также вычислительных систем. Позднее американские военные и политические руководители признали наличие ряда трудностей, связанных с этой системой:
- Развёртывание даже ограниченного количества противоракет оборонительных систем может повлечь за собой нанесение упреждающего ядерного удара со стороны противника, прежде чем система ПРО сможет быть задействована.
- Развёртывание систем ПРО, скорее всего, приведёт к ещё одной затратной гонке вооружений в области оборонительных систем, в дополнение к существующим высоким издержкам.
- Существовавшие на то время технологии не гарантировали полной защиты от тщательно подготовленного нападения.
- Защищаемая территория вынужденно будет ограниченной из-за сравнительно небольшого радиуса действия используемых противоракет.
- Использование ядерных боеголовок на противоракетах способно ухудшить возможности РЛС ПРО (СПРН) и таким образом, возможно, приведёт к неэффективной работе системы ПРО после нескольких первых перехватов.
- Применение ядерных боеголовок противоракет может привести к ядерным взрывам над собственной территорией США.
- Защита от МБР может поставить под угрозу концепцию ядерного сдерживания, став, таким образом, дестабилизирующим фактором.

### Договор об ограничении систем противоракетной обороны
26 мая 1972 года США и СССР подписали Договор об ограничении систем ПРО (вступил в силу 3 октября 1972 года). В соответствии с Договором, стороны обязались ограничить свои системы ПРО двумя комплексами (при этом размеры каждого комплекса не должны были превышать 150 км с количеством пусковых установок противоракет не более ста): вокруг столицы и в одном районе расположения шахт стратегических ядерных ракет. Договором запрещалось создание и развёртывание систем или компонентов ПРО космического, воздушного, морского или мобильно-наземного базирования.

### Программа СОИ
23 марта 1983 года президент США Рональд Рейган заявил о начале научно-исследовательских работ, которые ставили своей целью изучение дополнительных мер против межконтинентальных баллистических ракет (МБР). Осуществление этих мер (размещение перехватчиков в космосе и т. п.) было призвано обеспечить защиту всей территории США.
В 1991 году президент Джордж Буш-старший выдвинул новую концепцию программы модернизации ПРО («Глобальная защита от ограниченного удара»), которая предполагала перехват ограниченного числа ракет — то есть удара небольшой мощности. Перемена в доктрине была связана с проблемами, выявленными в ходе работ по программе СОИ, снижением международной напряжённости и одновременно — возросшим после распада СССР риском распространения ракетно-ядерных технологий в мире.

### Национальная ПРО
23 июля 1999 года президент США Билл Клинтон подписал одобренный ранее Конгрессом законопроект о создании Национальной ПРО, которым предписывалось министерству обороны развернуть элементы системы ПРО для защиты от баллистических ракет вероятного противника всей территории страны, когда это станет «технически возможно». Необходимость разработки НПРО, по заявлению Клинтона, была связана с «усиливающейся угрозой возможного создания и размещения странами-изгоями ракет большой дальности, способных нести оружие массового поражения, против США и их союзников».
На первом этапе развёртывания НПРО (2004—2007) на Аляске (Форт-Грили) и в Калифорнии (авиабаза Ванденберг) требовалось разместить от 40 до 100 ракет-перехватчиков PLV, оснащённых перехватчиками боеголовок EKV, построить одну новую радиолокационную станцию раннего предупреждения о ракетном нападении и модернизировать несколько действующих РЛС. На втором этапе (до 2010 года) для обнаружения запусков баллистических ракет планировалось вывести на низкую околоземную орбиту 24 спутника STSS, а на геостационарную орбиту — два аппарата SBIRS. На третьем этапе (до 2015 года) намечалось разместить ещё 150 ракет-перехватчиков в Северной Дакоте, а также создать и вывести на орбиту дополнительные космические аппараты.
2 октября 1999 года США провели первое испытание прототипа НПРО, в ходе которого над водами Тихого океана была сбита баллистическая ракета «Минитмен» с учебной боеголовкой.
Интерес к созданию НПРО на основе ранее проводившихся разработок в рамках программы «Стратегическая оборонная инициатива» (известной также как «Звёздные войны»), объявленной Рональдом Рейганом, усилился с приходом в 2000 году к власти президента Джорджа Буша-младшего, который в своих выступлениях неоднократно заявлял о намерении создать систему НПРО несмотря на возражения со стороны России и о намерении выйти из Договора по ПРО от 1972 года, чтобы расширить исследования и разработки в этой области.
В 2001 году Джордж Буш-младший объявил, что система НПРО будет защищать территорию не только США, но и их союзников и дружественных стран, что, возможно, потребует размещения на их территории элементов этой фактически глобальной системы. Среди первых в этом списке оказалась Великобритания как ближайший союзник США. Ряд стран Восточной Европы, в первую очередь Польша, также официально выразили желание разместить на своей территории элементы системы ПРО, включая противоракеты.
13 июня 2002 года США официально вышли из Договора 1972 года об ограничении систем противоракетной обороны.
За сутки до официального выхода США из Договора, в Киеве прошло заседание Совета национальной безопасности и обороны Украины, на котором было принято Решение «О новой редакции Концепции национальной безопасности Украины» как следует из пояснительной записки к законопроекту, который 13 августа поступил в Верховную Раду Украины. Законопроект в качестве приоритетного национального интереса Украины добавлял к принятой еще в 1997 году Концепции национальной безопасности Украины — интегрирование в «евроатлантическую систему коллективной безопасности». После окончательного принятия закона Верховной Радой, данная формулировка претерпела изменения до интеграции в «евроатлантическое пространство безопасности».

## Элементы системы ПРО США

### Ground-Based Midcourse Defense
Основным компонентом системы национальной ПРО США является наземный комплекс перехвата баллистических ракет на среднем участке траектории, известный как Ground-Based Midcourse Defense (GBMD). Этот комплекс состоит из системы РЛС раннего предупреждения и сопровождения, отслеживающих перемещение целей в космическом пространстве, и противоракет шахтного базирования Ground-Based Interceptor (GBI). Поражение целей — баллистических ракет и их боевых частей — осуществляется тараном на встречном курсе.
На данный момент комплекс GBMD — единственный компонент НПРО, способный перехватывать межконтинентальные баллистические ракеты. Радиус действия комплекса де-факто ограничен только возможностями радаров космического слежения, и с введением в строй мобильных радаров морского базирования комплекс приобрёл потенциальную способность поражать космические объекты в любой точке земного шара. Ввиду существующих ограничений, комплекс в состоянии поражать только моноблочные баллистические ракеты (планы создания кластерного перехватчика для поражения разделяющихся головных частей были отменены в 2009 году).
Первоначально в составе комплекса были развёрнуты 14 ракет-перехватчиков GBI в Форт-Грили (Аляска). Считалось, что ракетное нападение с этого направления наиболее вероятно, так как КНДР уже обладает баллистическими ракетами средней дальности, способными (технически) поразить цели на Аляске и Алеутских островах. В дальнейшем число ракет на Аляске было доведено до двадцати шести, ещё четыре ракеты GBI были установлены на авиабазе Ванденберг (Калифорния).
В связи с удачным испытанием в 2013 году северокорейской ракеты-носителя Ынха-3 стало очевидно, что КНДР располагает всеми технологиями для создания межконтинентальных баллистических ракет, способных поразить любую цель на территории США. В результате в 2013 году было объявлено об увеличении числа противоракет, развёрнутых на Аляске (с 26 до 40) и в Калифорнии, и о создании третьего района базирования противоракет GBI, способного прикрыть промышленные центры Атлантического побережья.
По состоянию на 2018 год, на базах Форт-Грили и Ванденберг были развёрнуты 44 ракеты-перехватчика (40 и 4, соответственно).
В 2015 году была возобновлена программа размещения на одной противоракете нескольких кинетических перехватчиков под названием Multi Object Kill Vehicle.

### Aegis Ballistic Missile Defense System
Ещё в 1990-х годах ВМФ США предложил использовать широкие возможности новейшей корабельной БИУС «Aegis» для обеспечения противоракетной обороны театра военных действий. Технически, радары и компьютеры комплекса «Aegis» по своим характеристикам вполне могли решать такую задачу. В рамках программы Морской ПРО Театра военных действий (англ. Navy Area Theater Ballistic Missile Defense) прорабатывалась возможность использования для перехвата баллистических ракет малого и среднего радиуса действия модифицированной зенитной ракеты семейства «Стандарт» RIM-156B. Ряд испытаний в 1997—1998 годах показал работоспособность этой концепции.
Система ПРО «Aegis» предполагает использование кораблей, оснащённых БИУС «Aegis», и противоракет SM-3 для поражения и уничтожения целей в верхних слоях атмосферы и на низких околоземных орбитах. Система может поражать баллистические ракеты малого и среднего радиуса действия, а также низкоорбитальные спутники. К основным достоинствам системы относится её высокая мобильность (корабли, оборудованные «Aegis», могут быть переброшены практически в любую точку Мирового океана) и широкое использование уже существующих конструкторских решений и технологий: так, противоракета SM-3 создана на базе предшествующего семейства ракет «Стандарт» и запускается из обычной универсальной вертикальной пусковой ячейки Mk 41.
Развёртывание системы было начато в середине 2000-х годов. По данным журнала Jane’s Defence Weekly, к концу 2011 года ВМС США имели в общей сложности 24 корабля, оснащённых МБИУС «Иджис», в том числе пять крейсеров класса «Ticonderoga» и 19 эсминцев класса «Arleigh Burke». Долгосрочная кораблестроительная программа ВМС, которая будет реализована в 2011—2041 финансовые годы, предусматривает модернизацию под указанную систему до 84 таких кораблей — 22 крейсера и 62 эсминца. В результате, согласно оценкам, общее количество ракет-перехватчиков SM-3 в ВМС США должно было увеличиться со 111 единиц в 2011 году до 436 единиц в 2015 году и до 515 таких ракет в 2020 году. Планировалось, что значительную часть их составят ракеты-перехватчики SM-3 Block IВ, количество которых к 2015 году должно было достигнуть 350 единиц.
По состоянию на 2013 год, большинство кораблей с МБИУС «Иджис» были приписаны к базам в Тихом океане. При этом планировалось сбалансировать неравномерность противоракетных потенциалов «атлантической» и «тихоокеанской» морских корабельных группировок ПРО США, что призвано способствовать усилению американской наземной противоракетной группировки в Европе. Одновременно планировалось повысить удельный вес морского компонента ПРО среди противоракетных систем. К 2015 году количество ракет-перехватчиков на кораблях с МБИУС «Иджис» (436) должно было составить свыше 48 % от общего числа в 905 ракет-перехватчиков, которые планировалось иметь на вооружении США к этому сроку (без учёта ЗРК «Пэтриот»).
БИУС «Иджис» используется военно-морскими силами США, Испании, Норвегии, Республики Корея, Австралии и Морскими силами самообороны Японии.
Существует наземная версия комплекса «Иджис Эшор» (Aegis Ashore), разработанная для американской ПРО в Европе и американских союзников в Азии.
В мае 2016 года в рамках создания ЕвроПРО начала работу первая база ПРО НАТО в Девеселу (Румыния). Здесь создана система Aegis Ashore, управляющая 24 противоракетами Standard SM-3 BlockIB.
В декабре 2017 года правительство Японии одобрило размещение на территории страны противоракетных комплексов Aegis Ashore в качестве ответа на угрозы, связанные с северокорейской ракетно-ядерной программой. В январе 2019 года Госдепартамент США одобрил продажу Японии двух комплектов Aegis на сумму 2,15 млрд долларов.

### Terminal High-Altitude Area Defense (THAAD)
Мобильный комплекс THAAD предназначен для передового прикрытия военных баз и стратегических объектов от входящих в атмосферу боеголовок баллистических ракет малого и среднего радиуса действия. Возможности комплекса не позволяют ему поражать цели в космическом пространстве.
Основное назначение комплекса — прикрытие стратегических военных баз, аэродромов и подобных объектов стратегического тыла от ударов противника, наносимых тактическими ракетами и стратегическими ракетами малой и средней дальности. Для поражения цели используется кинетический перехватчик, позволяющий сбить боевой блок баллистической ракеты на дальности до 200 км при высотах до 150 км. Ряд элементов комплекса THAAD аналогичен используемым в морском комплексе ПРО «Aegis».
В 2008 году первая батарея из 24 ракет THAAD была развёрнута на Гавайских островах для защиты архипелага от возможного удара северокорейских баллистических ракет среднего радиуса действия. В 2013 году был анонсирован план развёртывания THAAD на Гуаме.
Долгое время США планировали разместить системы THAAD на Тайване, однако в конечном итоге были вынуждены отказаться от этого.
Интерес к приобретению комплексов THAAD также высказывали ОАЭ и Оман, которые хотели бы создать надёжную защиту от иранских баллистических ракет.
В июне 2018 года агентство Reuters со ссылкой на информированные источники в американском военном ведомстве сообщало, что США провели предварительные переговоры с Германией по поводу размещения систем THAAD на авиабазе ВВС США Рамштайн.
В ноябре 2018 года Саудовская Аравия подписала с США соглашение о покупке комплексов THAAD на сумму 15 млрд долларов. В декабре 2017 года за размещение THAAD на своей территории проголосовал парламент Японии, а в январе 2018 года система была развёрнута в Южной Корее.

### PAC-3 «Patriot»
Армейский зенитно-ракетный комплекс MIM-104 «Patriot» изначально рассматривался как средство создания тактической противоракетной обороны от баллистических ракет малого радиуса действия. В 1991 году комплекс применялся для отражения ракетных ударов иракских ОТРК, и хотя точность системы оказалась вполне достаточной, поражающее действие осколочных боевых частей было признано недостаточным для поражения головных частей ракет «Эль-Хусейн» и их аналогов.
Чтобы компенсировать этот недостаток, в 1990-х годах была создана модификация комплекса под обозначением PAC (англ. Patriot Advanced Capabilites, буквально «Пэтриот с расширенными возможностями»). В состав комплекса вошла новая малогабаритная противоракета ERINT с кинетическим поражением цели, предназначенная специально для уничтожения баллистических ракет. В настоящее время все комплексы «Patriot» PAC-3 комплектуются как зенитными ракетами MIM-104 (для поражения аэродинамических целей), так и наполовину — противоракетами ERINT (для поражения баллистических ракет малого радиуса действия). Это позволило оснастить элементами ПРО боевые части сухопутных войск и прифронтовые объекты.

### Спутниковая группировка
Космическую систему раннего обнаружения пусков баллистических ракет SBIRS предполагалось реализовать в двухэшелонном варианте. Работы по созданию начались в середине 1990-х годов, первоначально завершение планировалось на 2010 год. Также заявлялось о необходимости вывода до 2010 года на низкую околоземную орбиту 24 спутников STSS, а на геостационарную орбиту — 5 аппаратов SBIRS, в задачу которых будет входить обнаружение запусков баллистических ракет.
До ввода в строй новой системы планировалось использовать спутники программы DSP на геосинхронных орбитах. Система позволяла регистрировать пуски ракет через 40—50 секунд после старта и определять траекторию полёта на активном участке.
По состоянию на начало 2018 года на орбиту выведены только 4 спутника верхнего эшелона на эллиптических орбитах (HEO) и 4 геостационарных спутника (GEO).
Министерством обороны США было принято решение не достраивать орбитальную группировку SBIRS, а сосредоточиться на ускоренном создании системы новейшего поколения. Проектом оборонного бюджета США на 2019 финансовый год было предусмотрено выделение средств на разработку и развёртывание в космосе новой спутниковой группировки раннего предупреждения о ракетном нападении в связи с «новой растущей угрозой гиперзвуковых и крылатых ракет». Разработку намечено завершить к 31 декабря 2022 года. Речь идёт о программе NGOPIR (Next Generation Overhead Persistent Infrared), которая должна прийти на смену системе спутников SBIRS.

### Боевой лазер воздушного базирования
Испытания «летающего лазера» ABL проводились в 2000-х годах. В 2011 году программа была закрыта в связи с сокращением военного бюджета.

## Развёртывание системы
В августе 2003 года было принято решение расконсервировать закрытый в 1996 году пункт базирования ВМС США на острове Адак Алеутской гряды (Аляска) для обеспечения ключевого элемента создаваемой системы ПРО — РЛС морского базирования SBX.
Мощная РЛС Х-диапазона с фазированной антенной решёткой была установлена на модернизированной нефтяной платформе, способной передвигаться со скоростью до 4 узлов. 2 января 2007 года началось её буксирование из ВМБ Пёрл-Харбор в район Алеутских островов. 7 февраля РЛС прибыла в район Алеутских островов, где на острове Адак для неё был сооружён специальный причальный комплекс. РЛС представляет собой элемент наземного комплекса перехвата баллистических ракет на среднем участке траектории, известного как Ground-Based Midcourse Defense (GBMD).
В конце 2004 года первые противоракеты шахтного базирования были установлены на базе Форт-Грили (Аляска) и на авиабазе Ванденберг (Калифорния). В последующие годы число ракет-перехватчиков на этих базах было увеличено.
В начале октября 2004 года США, заявляя о своём беспокойстве в связи с появлением у Ирана ракет среднего радиуса действия, способных поражать цели на расстоянии 2 тыс. км, приняли решение ускорить развёртывание системы ПРО в США и провели консультации с европейскими союзниками о размещении ракет-перехватчиков в Европе и включении их в зону действия американской ПРО.
17 октября 2004 года британская газета Independent сообщила, что президент Джордж Буш получил «тайное принципиальное согласие» премьер-министра Великобритании Тони Блэра на размещение в Великобритании американских противоракет. Ранее считалось, что британское участие в системе ПРО должно было свестись лишь к размещению на базе Файлингдейлс (Северный Йоркшир) РЛС предупреждения о ракетном нападении.
Согласно данным, представленным в конце февраля 2007 года директором Агентства по противоракетной обороне США генерал-лейтенантом Генри Оберингом, система ПРО США на тот момент уже включала в себя объекты, расположенные в Северной Америке, Западной Европе и на Дальнем Востоке:
- 4 РЛС раннего предупреждения: Cobra Dane (о. Шемия, Алеутские острова); Beale (Калифорния); Файлингдейлс (Великобритания); Туле (Гренландия, Дания);
- РЛС морского базирования SBX, дислоцированную в Тихом океане на острове Адак в районе Аляски;
- РЛС передового базирования FBX-T на острове Хонсю (Япония);
- 16 противоракет наземного базирования, из них 13 — в Форт-Грили[англ.] (Аляска) и 2 — на авиабазе Ванденберг (Калифорния);
- 16 крейсеров и эсминцев системы «Иджис», оснащённых в общей сложности 18 противоракетами SM-3 и дислоцированных в Тихом океане и Средиземном море;
- противоракетные комплексы «Пэтриот» (PAC-3).

| Наименование                                  | Система                    | Тип РЛС                                                            | Производитель                                       | Страна расположения                           | Координаты                       | Высота над уровнем моря, м                  | Количество антенн                       | Общий азимут сектора | Направление биссектрисы сектора                             | Угол места сектора | Дальность, км |
| --------------------------------------------- | -------------------------- | ------------------------------------------------------------------ | --------------------------------------------------- | --------------------------------------------- | -------------------------------- | ------------------------------------------- | --------------------------------------- | -------------------- | ----------------------------------------------------------- | ------------------ | ------------- |
| Cavalier                                      | PARCS                      | AN/FPQ-16                                                          | General Electric                                    | США (Северная Дакота)                         | 48°43′28″ с. ш. 97°53′58″ з. д.  | 347                                         | 1                                       | 140°                 | 8°                                                          | 1.8° — 45°         | 250 — 3300    |
| Туле                                          | BMEWS I                    | AN/FPS-132                                                         | Raytheon                                            | Дания (Гренландия)                            | 76°34′13″ с. ш. 68°17′57″ з. д.  | 425 (для предыдущей модификации AN/FPS-120) | 2                                       | 240°                 | 57°                                                         | 3° — 85°           | 5556          |
| Файлингдейлс                                  | BMEWS III                  | AN/FPS-132                                                         | Raytheon                                            | Великобритания (Файлингдейлс-Мур)             | 54°21′42″ с. ш. 0°40′12″ з. д.   | 339 (для предыдущей модификации AN/FPS-126) | 3                                       | 360°                 | Круговой сектор                                             | 3° — 85°           | 5556          |
| Clear                                         | PAVE PAWS (ранее BMEWS II) | AN/FPS-123 (планируется модернизация до номера 132 к 2016-17 году) | Raytheon                                            | США (Аляска)                                  | 64°18′01″ с. ш. 149°11′27″ з. д. | 175                                         | 2                                       | 240°                 | 304°                                                        | 3° — 85°           | 5556          |
| Beale                                         | PAVE PAWS W                | AN/FPS-132                                                         | Raytheon                                            | США (Калифорния)                              | 39°08′09″ с. ш. 121°21′03″ з. д. | 113                                         | 2                                       | 240°                 | 246°                                                        | 3° — 85°           | 5556          |
| Cape Cod                                      | PAVE PAWS E                | AN/FPS-123 (планируется модернизация до номера 132)                | Raytheon                                            | США (Массачусетс)                             | 41°45′09″ с. ш. 70°32′18″ з. д.  | 82 (центр антенн 97,5)                      | 2                                       | 240°                 | 107°                                                        | 3° — 85°           | 5556          |
| Cobra Dane                                    | RADINT                     | Модернизированный AN/FPS-108                                       | Raytheon                                            | США (Аляска, Остров Шемья)                    | 52°44′14″ с. ш. 174°05′29″ в. д. | ?                                           | 1                                       | 136°                 | ~315°                                                       | ?                  | 3704          |
| Leshan (Loshan) Mountain                      | -                          | AN/FPS-115                                                         | Raytheon                                            | Тайвань (Уезд Синьчжу)                        | 24°29′54″ с. ш. 121°04′16″ в. д. | ?                                           | 3                                       | 360°                 | Круговой сектор                                             | 3° — 85°           | 5556          |
| Kwajalein (Кваджалейн)                        | -                          | GBR-P                                                              | Raytheon                                            | Маршалловы острова (Остров Кваджалейн)        | 8°43′38″ с. ш. 167°42′55″ в. д.  | ?                                           | 1                                       | 57°                  | Вращающаяся антенна (±178° по азимуту и ±90° по углу места) | ±20° от нормали    | 2000          |
| SBX-1                                         | -                          | X-band Radar (XBR)                                                 | Moss Maritime AS, ВСЗ (платформа); Raytheon (радар) | Может перемещаться                            | Может перемещаться               | ?                                           | 1                                       | ?                    | Вращающаяся антенна                                         | ?                  | 4022.5        |
| Вспомогательные средства                      |                            |                                                                    |                                                     |                                               |                                  |                                             |                                         |                      |                                                             |                    |               |
| Vardø (Вардё)                                 | -                          | AN/FPS-129 Have Stare (Globus-II)                                  | Raytheon                                            | Норвегия (Вардё)                              | 70°22′01″ с. ш. 31°07′39″ в. д.  | ?                                           | 1                                       | Несекторная РЛС      | Вращающаяся антенна                                         | Не секторная РЛС   | ?             |
| EISCAT Svalbard radar (ESR)                   | EISCAT (Ейсат)             | EISCAT Svalbard radar (ESR)                                        | ?                                                   | Норвегия (Шпицберген, Лонгйир)                | 78°09′11″ с. ш. 16°01′44″ в. д.  | 445                                         | 2 (фиксированная и вращающаяся антенны) | Несекторные антенны  | ?                                                           | ?                  | ?             |
| Планируется                                   |                            |                                                                    |                                                     |                                               |                                  |                                             |                                         |                      |                                                             |                    |               |
| Катар                                         | ?                          | AN/FPS-132                                                         | Raytheon                                            | Катар                                         | ?                                | ?                                           | ?                                       | ?                    | ?                                                           | 3° — 85°           | 5556          |
| Long Range Discrimination Radar (LRDR) (2020) | ?                          | ?                                                                  | Raytheon, Northrop Grumman, Lockheed Martin         | США (Аляска, предположительно авиабаза Clear) | ?                                | ?                                           | ?                                       | ?                    | ?                                                           | ?                  | ?             |

К концу 2011 года ВМС США имели в общей сложности уже 24 крейсера и эсминца, оснащённых МБИУС «Иджис». Общее количество ракет-перехватчиков SM-3 в ВМС США составляло 111 единиц.
15 марта 2013 года министр обороны США Чак Хейгел заявил о намерении США разместить на базе Форт-Грили (Аляска) в 2017 году ещё 14 наземных ракет-перехватчиков, в дополнение к уже находившимся на боевом дежурстве 26 противоракетам шахтного базирования. Кроме того, было заявлено о намерении США разместить в Японии вторую радиолокационную станцию, работающую в сантиметровом диапазоне, в качестве важного компонента не только системы защиты американской территории, но и региональной системы ПРО в Азии, которую США создают совместно с Японией и Южной Кореей.
В результате в 2013 году было объявлено об увеличении числа противоракет, развёрнутых на Аляске (с 26 до 40) и в Калифорнии, и о создании третьего района базирования противоракет GBI, способного прикрыть промышленные центры Атлантического побережья.
По состоянию на 2018 год, на базах Форт-Грили и Ванденберг были развёрнуты 44 ракеты-перехватчика (40 и 4, соответственно).

## Участие и реакция других стран
Как сообщалось в докладе помощника министра обороны США по стратегическому планированию Брайана Грина в сенате США, опубликованном 12 апреля 2007 года, на тот период существовало 15 государств, которые «участвовали в тех или иных усилиях по противоракетной обороне» США, уже размещая на своей территории «ключевые объекты системы или активно обсуждая такую возможность». К ним относились Австралия, Великобритания, Германия, Дания, Израиль, Индия, Испания, Италия, Нидерланды, Польша, Тайвань, Франция, Чехия и Япония.
- Британский премьер-министр Тони Блэр в октябре 2004 года дал согласие на модернизацию американской РЛС системы раннего предупреждения в Файлингдейлс (Северный Йоркшир) и размещение здесь ракет-перехватчиков. Это был первый шаг по размещению элементов НПРО за пределами американского континента[12].
- В конце 2004 года Япония и США подписали соглашение о сотрудничестве в области создания ПРО[7]. Япония участвует в производстве и закупках противоракет типа Aegis, Patriot и SM-3 (решение содействовать американской системе ПРО и разместить на своей территории элементы этой системы — РЛС передового базирования — было принято после того, как в 1998 году КНДР запустила ракету «Тэп Хо Дон» (дальность 2000 км), перелетевшую территорию Японии и упавшую в Тихий океан). В июле 2007 года министерство обороны Японии заявило о намерении создать свою собственную систему ПРО для защиты от возможной ракетной угрозы со стороны КНДР и КНР. В январе 2018 года премьер-министр Японии Синдзо Абэ сообщил, что на территории страны будут размещены системы ПРО США Aegis Ashore.
- В 2006 году Южная Корея официально объявила о создании командования противоракетной обороны, основу которой составили поставленные США комплексы Patriot и крейсера, оснащённые комплексами Aegis[7].
- В 2007 году с целью координации усилий в деле развёртывания противоракетных систем в Азиатско-Тихоокеанском регионе США учредили «Трёхсторонний форум по ПРО» с участием Австралии и Японии.
- Израиль совместно со США и при американском финансировании в рамках программы «Стратегическая оборонная инициатива» создал противоракетный комплекс «Хец», предназначенный для поражения тактических и оперативно-тактических ракет на дальности до 100 км и высоте до 50—60 км[7], а впоследствии совместно с концерном Boeing осуществил его модернизацию («Хец-2») и разработку противоракеты «Хец-3», предназначенной для перехвата баллистических ракет с дальностью от 400 до 2000 км. В перспективе «Хец-3» рассматривается как четвёртый компонент (tier) в многослойной системе ПРО Израиля. Помимо неё, в состав перспективной ПРО также войдут комплексы «Железный купол», «Хец-2» и «Шарви́т ксами́м»[61].
- Дания в 2004 году подписала договор о модернизации американской РЛС системы раннего предупреждения в Туле (Гренландия)[7].

## Создание американской системы ПРО (системы ПРО НАТО) в Европе
В октябре 2004 года США, заявляя о своём беспокойстве в связи с появлением у Ирана ракет среднего радиуса действия, способных поражать цели на расстоянии 2 тыс. км, приняли решение ускорить развёртывание системы ПРО в США и провели консультации с европейскими союзниками о размещении ракет-перехватчиков в Европе и включении их в зону действия американской ПРО.
В 2006—2008 годах США достигли договорённости с руководством Польши и Чехии о размещении элементов глобальной ПРО на их территории. Польша изъявила намерение принять у себя десять ракет-перехватчиков в защищённых подземных шахтах, Чехия — радиолокационную станцию для наведения противоракет — многофункциональный радиолокатор Raytheon XBR (X-Band Radar).
Резко негативная реакция России была воспринята в Польше и Чехии как попытка шантажа и восстановления российского влияния в данном регионе.
В 2008 году с Чехией и Польшей были подписаны договоры о размещении на их территории элементов американской ПРО.
C приходом к власти Барака Обамы США приступили к корректировке своих планов ПРО с целью создания более мобильной и гибкой системы. В 2009 году планы развёртывания системы GBMD в Польше были отменены в пользу наземной версии системы ПРО Aegis Ashore.
17 сентября 2009 года Барак Обама объявил о принятии «поэтапного адаптивного подхода» к размещению противоракетных средств США в Европе. В соответствии с ним развитие архитектуры ПРО США в Европе планируется осуществить в четыре этапа, предполагающие расширение площади защищаемой территории и наращивание возможности по перехвату ракет — от оперативно-тактических на первом этапе (2011 г.) до межконтинентальных на третьем / четвёртом (2018—2020 гг.).
Второй и третий этапы предусматривали создание в Румынии к 2015 году и в Польше к 2018 году наземных баз ПРО США с противоракетами SM-3 различных модификаций. В 2018—2020 гг. таким противоракетам предполагалось придать способность перехватывать МБР. Одновременно будет наращиваться количество кораблей ПРО, дислоцированных в акваториях у берегов Европы.
19-20 ноября 2010 года на саммите НАТО в Лиссабоне была принята новая Стратегическая концепция, в которой был зафиксирован курс на создание территориальной ПРО НАТО с опорой на «поэтапный адаптивный подход» США.
В декларации саммита НАТО в Чикаго (20-21 мая 2012 г.) было заявлено о достижении «промежуточного потенциала» системы ПРО НАТО, с использованием кораблей с системой «Иджис» в Средиземном море, РЛС ПРО в Турции и командного центра в ФРГ. В декларации содержалось положение о ненаправленности ПРО НАТО против российских стратегических сил сдерживания, однако Россия настаивает на предоставлении твёрдых гарантий ненаправленности развёртываемой США и НАТО в Европе противоракетной конфигурации против российского ядерного потенциала.
В совместном заявлении на саммите «Группы двадцати» в Мексике (18-19 июня 2012 г.) президенты Путин и Обама условились продолжить совместный поиск решений проблемных вопросов в области противоракетной обороны. По итогам состоявшегося 4 декабря 2012 г. в Брюсселе заседания Совета Россия-НАТО на уровне министров иностранных дел было подтверждено отсутствие прогресса в разрешении ключевых вопросов ПРО в Европе.
В мае 2016 года начала работу первая база ПРО НАТО в Девеселу, Румыния. На боевое дежурство заступила система Aegis Ashore, управляющая 24 противоракетами Standard SM-3 BlockIB.
Летом 2019 года румынская система Aegis Ashore прошла модернизацию — на этот период её функции временно исполняла перебазированная в Румынию мобильная система ПРО и ПВО THAAD.

## Перспективы
В настоящее время предполагается продолжить развёртывание системы НПРО США. В дальнейших планах на период до 2025 года:
- создание третьего района ПРО континентальной территории США[66], прикрывающего промышленные центры Атлантического побережья;
- доведение общего числа противоракет системы GBMD на территории США до 56 (28 на Аляске, 14 в Калифорнии и 14 на Атлантическом побережье); в дальнейшем — до 100 противоракет;
- развёртывание стационарных версий комплекса «Иджис» (Aegis Ashore) с противоракетой SM-3 в Европе для прикрытия территории европейских союзников США;
- увеличение числа кораблей с противоракетной версией системы «Иджис» до 32 единиц;
- интеграция системы ПРО на базе «Иджис» в японском флоте;
- разработка перспективных средств поражения авиационного базирования.

В январе 2019 года президент США Дональд Трамп представил обновлённую стратегию развития американской системы ПРО. Помимо России среди соперников США в документе выделены Китай, КНДР и Иран, «которые увеличивают количество ракет, совершенствуют их точность».
В документе заявлено, что новейшие российские военные разработки («передовые крылатые ракеты и гиперзвуковые ракеты, способные достигать исключительной скорости и летать с непредсказуемыми траекториями») «бросают вызов существующим оборонительным системам» США, что делает необходимой их существенную модернизацию с целью создания средств перехвата ракет противника «на всех стадиях полёта после запуска».

Как утверждается в документе, «Россия считает США и НАТО главной угрозой своим нынешним ревизионистским геополитическим амбициям», а также оказывает помощь другим противникам и соперникам США (поставки комплекса С-400 Китаю и С-300 Ирану, содействие развитию мобильной системы противовоздушной и противоракетной обороны КНДР). 

Согласно документу, Министерство обороны США намерено вновь рассмотреть концепции, технологии и стоимость размещения в космосе новых систем обнаружения стартов ракет и оценки поражения их наземной ПРО в случае боевых действий. Планируется испытать в 2020 году управляемую зенитную ракету SM-3 для перехвата межконтинентальных баллистических ракет. В дальнейшем ракеты SM-3 планируется разместить на объектах ПРО США в Румынии и Польше.
США намерены разместить дополнительно 20 противоракет на военной базе Форт-Грили (Аляска). Как заявил Трамп, национальная система ПРО должна быть технологически способна перехватить любую выпущенную по территории США ракету.
Согласно представленной стратегии, США, в частности:
- сделают одним из приоритетов продажу союзникам американских систем ПРО и связанных с ними технологий;
- будут делиться с союзниками данными об обнаружении запусков и движении ракет;
- намерены продвинуться в работе над гиперзвуковыми ракетами;
- разрабатывают образцы лазерных технологий для беспилотных перехватчиков ракет на ранней стадии полета[69].

В августе 2019 года стало известно, что Министерство обороны США разорвало контракт с корпорацией Боинг на поставку улучшенных ракет-перехватчиков, стоимость которого составляла 1 млрд долларов. Официальной причиной расторжения соглашения стали технические сложности проекта, делавшие усовершенствование ракет слишком дорогим. По словам представителя Агентства по противоракетной обороне Минобороны США, расторжение контракта повлечёт за собой и закрытие самой программы по усовершенствованию ракет-перехватчиков. Вместо этого будут рассмотрены возможности разработки ракет нового поколения, которые смогли бы перехватывать межконтинентальные гиперзвуковые ракеты.
Агентство по космическим разработкам США протестирует на Международной космической станции (МКС) аппаратуру для отслеживания пусков гиперзвуковых ракет Prototype Infrared Payload (PIP).
По его данным, PIP, работающая в инфракрасном диапазоне, будет находиться на борту американского грузового корабля Cygnus компании Northrop Grumman, который запустят на ракете Антарес с острова Уоллопс, штат Вирджиния.
В июне 2020 года Northrop Grumman получила контракт на 13,8 млн долл. от Агентства космического развития на этот эксперимент. Прототип аппаратуры будет собирать образцы данных для разработки алгоритмов, которые датчики затем будут использовать для идентификации гиперзвуковых и баллистических ракет, летящих на низких орбитах. В дальнейшем эту аппаратуру планируется установить на низкоорбитальных спутниках предупреждения о ракетном нападении.
22 марта 2021 года Агентство по противоракетной обороне США анонсировали работы по обновлению американской противоракетной обороны. В частности, военные собираются модернизировать Систему командования и контроля, боевого управления и связи C2BMC. Намерение США модернизировать ПРО в первую очередь связано с появлением гиперзвукового оружия у России, считают эксперты. В Вашингтоне рассматривают новые российские технологии как «вызов безопасности», хотя Москва неоднократно подчёркивала, что её военный потенциал носит исключительно оборонительный характер.
12 сентября 2021 года ВС США успешно провели испытания усовершенствованной ракеты-перехватчика наземного базирования.

## Россия и система НПРО США
Во время визита госсекретаря США Мадлен Олбрайт в Россию в январе 1999 года в её беседе с Борисом Ельциным последний выразил озабоченность действиями Вашингтона в связи с переводом в практическую плоскость работ по созданию национальной системы противоракетной обороны; в ответ Олбрайт подчеркнула приверженность США Договору по ПРО.
В мае 2000 года Ричард Перл заявлял, что «американский народ желает иметь противоракетную оборону» и она «будет осуществлена, и это вовсе не должно лишать русских сна, ибо это — оборона Соединённых Штатов от ракет, запускаемых, к примеру, из Северной Кореи, и для России она не представляет никакой угрозы. Нет никаких оснований для российских возражений против создания американской системы обороны…»
Односторонний выход США из Договора об ограничении систем противоракетной обороны, обеспечивавшего стратегический паритет сторон, с точки зрения России, разрушил надежды на новое партнёрство. Российское руководство расценило этот шаг как дестабилизирующий фактор глобального значения. В ответ на выход США из Договора по ПРО Россия вышла из Договора СНВ-II, который был заменён более мягким Договором о сокращении стратегических наступательных потенциалов, подписанным в мае 2002 года.
В связи с подписанием в августе 2004 года американо-датского договора о модернизации РЛС в Гренландии российский МИД заявил, что «в американскую ПРО объективно уже сейчас закладывается определённый потенциал, способный нанести ущерб российской безопасности», так что нельзя исключать возможность появления угрозы силам сдерживания России в перспективе.
После появления в октябре 2004 года сообщений о согласии Великобритании разместить на своей территории американские ракеты-перехватчики МИД РФ выпустило официальное заявление, в котором говорилось: «Американская сторона заверяет нас в том, что создаваемая ПРО США вместе с её зарубежными базами не направлена против России. Однако мы до сих пор не получили ответ на наш вопрос, каким образом будет обеспечена и гарантирована такая „ненаправленность“. Пока такого ответа нет, российская сторона не может не принимать во внимание возможную угрозу безопасности России».
В сентябре 2006 года начальник Генштаба ВС РФ Ю. Балуевский в интервью польской газете «Дзенник» предупредил, что размещение американских объектов ПРО в европейских странах изменит существующий стратегический паритет между США и Россией, а это, в свою очередь, потребует корректировки российских военных планов. Министр иностранных дел РФ С. Лавров заявил, что Россия примет соответствующие меры в случае, если Польша разместит у себя элементы системы ПРО США.
В начале февраля 2007 года к критике американских планов по развёртыванию элементов системы ПРО в Восточной Европе подключился президент РФ Владимир Путин. 1 февраля на своей пресс-конференции он заявил: «Наши специалисты не считают, что системы ПРО, разворачиваемые в странах Восточной Европы, нацелены на предотвращение угрозы, исходящей со стороны Ирана либо каких-то террористов… Траектории полётов ракет, которые могут запускаться с иранской территории, нам тоже хорошо известны. Поэтому такие аргументы нам кажутся несостоятельными. И это имеет к нам прямое отношение и будет вызывать соответствующую реакцию. Этот ответ будет асимметричным, но в высшей степени эффективным». 10 февраля Путин, выступая на Международной конференции по политике безопасности в Мюнхене, вновь подверг критике планы развёртывания системы ПРО, указав, что это может привести к очередному витку гонки вооружений, поскольку «ракетного оружия, реально угрожающего Европе, с дальностью действия 5—8 тыс. км нет ни у одной из так называемых проблемных стран». Если до этого российское руководство избегало жёсткой критики создания этой системы, то в новой ситуации Путин заявил, что действия США «выступают катализатором гонки вооружений», поскольку «нарушают баланс сил» в мире. Для восстановления этого равновесия России, по его словам, придётся разрабатывать новое наступательное вооружение.
15 февраля начальник Генштаба ВС РФ Юрий Балуевский заявил, что в ответ на создание системы ПРО у своих границ Россия может начать пересмотр всей договорно-правовой системы ядерного сдерживания. По его словам, Россия может в одностороннем порядке выйти из советско-американского Договора о ликвидации ракет средней и меньшей дальности (РСМД). Аналогичное заявление о возможном выходе России из договора о РСМД ранее (в июне 2000 года) уже делал президент Путин в ответ на объявление США о выходе из Договора об ограничении систем ПРО.
Министр обороны США Роберт Гейтс отреагировал на заявление Балуевского уже через несколько часов — он, однако, отказался увязывать его с американскими планами размещения элементов системы ПРО в Польше и Чехии. Гейтс предположил, что Россию «может тревожить нарастающая угроза, связанная с ракетами средней дальности, к югу и востоку от её границ».
США развернули широкую дипломатическую и пропагандистскую кампанию, направленную на то, чтобы убедить Россию в том, что развёртывание элементов системы ПРО в Восточной Европе необходимо исключительно для защиты от Ирана и Северной Кореи. В Москву для переговоров с российским руководством был направлен советник президента США по национальной безопасности Стивен Хедли. В Нью-Йорке перед представителями иностранных СМИ выступил директор Агентства по противоракетной обороне США генерал-лейтенант Генри Оберинг, который признал, что администрацию США беспокоит негативная реакция российских государственных и военных руководителей. Как заявил Генри Оберинг, «Американские ракеты-перехватчики не такие быстрые, как русские баллистические ракеты. Даже если мы захотим отследить их полёт и даже если захотим перехватить ракету, то наша противоракета просто не догонит их ракету… Американские ракеты-перехватчики, которые планируется установить в Европе в рамках развития системы ПРО, направлены против угроз, исходящих с Ближнего Востока, а не из России». Одним из ключевых посредников в переговорах между Москвой и Вашингтоном по проблеме ПРО стал бывший госсекретарь США Генри Киссинджер, сопредседатель рабочей группы «Россия — США. Взгляд в будущее».

США приступили к развёртыванию глобальной системы ПРО. Построены две базы ракет-перехватчиков на Аляске и в Калифорнии. Планируется создание третьей такой базы в Восточной Европе. Американцы втягивают некоторых европейских партнёров по НАТО в развёртывание эшелонированной ПРО в Европе в качестве интегрированной части своей глобальной системы ПРО. Появление европейской противоракетной базы США означало бы существенную реконфигурацию американского военного присутствия в Европе, придание американским вооружённым силам в этом регионе стратегического компонента, способного негативно сказаться на ядерном потенциале сдерживания Российской Федерации.
— Из обзора МИД России внешней политики РФ, 2007
Владимир Путин заявил, что в связи с планами США по развёртыванию систем ПРО на территории Чехии и Польши Россия может прекратить исполнение своих обязательств по договору ДОВСЕ.
В июне 2007 года на саммите G8 в Хайлигендамме (Германия) Владимир Путин предложил Джорджу Бушу совместное использование Габалинской РЛС в Азербайджане, которая, по мнению России, значительно эффективнее, чем РЛС на территории Европы, способна контролировать пространство, из которого может исходить угроза ракетного удара. США, однако, заявили, что возможное согласие на совместное использование Габалинской РЛС не будет означать отказа от развёртывания элементов ПРО в Европе. Сам же Дж. Буш отметил в последний день саммита, что система ПРО США в Европе не опасна для России, поскольку устанавливаемые в Польше противоракеты не способны нейтрализовать более одной межконтинентальной баллистической ракеты.
На американо-российском саммите в Кеннебанкпорте 1—2 июля В. Путин развил своё предложение о совместном использовании Габалинской РЛС предложением «включить в общую систему и строящуюся станцию по предупреждению ракетных пусков» в Армавире. Было также предложено поставить американскую систему ПРО под контроль Совета Россия — НАТО, сделав её европейским противоракетным щитом, и создать совместные центры раннего предупреждения в Москве и Брюсселе. Джордж Буш, однако, дал понять, что США не намерены отказываться от своих планов.
Российское руководство заявило, что Россия в ответ на размещение элементов американской ПРО в Европе может рассмотреть «возможность развёртывания оперативно-тактических комплексов „Искандер“ в европейской части РФ, в том числе в Калининграде». Россия предложила европейцам вместо американской системы ПРО создать единую систему противоракетной обороны с равным доступом к управлению этой системой не только для стран НАТО, но и для всей Европы, включая нейтральные страны.
13 июля 2007 года Путин подписал Указ «О приостановлении Российской Федерацией действия Договора об обычных вооружённых силах в Европе и связанных с ним международных договоров». Согласно сопровождающей документ справке, данное решение вызвано «исключительными обстоятельствами, влияющими на безопасность Российской Федерации». К таковым, в частности, было отнесено планируемое размещение военных баз США на территориях Болгарии и Румынии.
В середине августа 2007 года Владимир Путин объявил об отданном им приказе возобновить с 17 августа постоянные полёты российской стратегической авиации, не производившиеся уже 15 лет. Позднее стало известно, правда, что стратегические бомбардировщики, осуществляющие эти полёты, не имеют на борту ядерного вооружения.
Несмотря на протесты российского руководства, приостановить американские планы развёртывания ПРО неподалёку от границ России не удалось. В связи с тем, что размещение американской системы ПРО в Восточной Европе угрожает свести на нет российский ракетно-ядерный потенциал, в феврале 2012 года в качестве ответной меры в Калининградской области начались приготовления к размещению ракетных комплексов «Искандер» 9К720, оснащённых баллистическими ракетами малого радиуса действия (до 500 км). Ракетные комплексы «Искандер-М» встали на боевое дежурство весной 2018 года (152-я гвардейская ракетная бригада, Черняховск).
С точки зрения властей России, размещая в Европе пусковые установки противоракет, США нарушили Договор о ликвидации ракет средней и меньшей дальности (прекратил действие в 2019 году): модули пусковых установок вертикального пуска мк.41, размещённых в системе ПРО на территории Польши и Румынии, позволяют запускать не только противоракеты «Стандард 2» и «Стандард 3», но и ракеты «Томагавк».
Большой резонанс в мире получило обнародованное 1 марта 2018 года ежегодное послание президента Путина, одним из ключевых тезисов которого было гарантированное обеспечение обороноспособности России. Впервые Путин рассказал о ходе новых стратегически важных разработок систем вооружения, создаваемых, по его словам, «в ответ на односторонний выход США из Договора по противоракетной обороне и практическое развёртывание этой системы как на территории США, так и за пределами их национальных границ». В нём он рассекретил часть характеристик ядерного (МБР «Сармат») и гиперзвукового (ракета «Кинжал») оружия, а также других новых комплексов. Академик РАН Алексей Арбатов полагает, что «военно-техническая» часть этого послания могла быть своеобразным ответом на обнародованную незадолго до него новую ядерную стратегию администрации США, центральным местом которого стала концепция ограниченных ядерных ударов, официально призванная сдерживать аналогичную стратегию России. Путин по этому поводу в своём послании сделал, по словам Арбатова, правильное и ясное заявление: «Любое применение ядерного оружия против России или её союзников <какой угодно мощности> мы будем рассматривать как ядерное нападение на нашу страну. Ответ будет мгновенным и со всеми вытекающими последствиями».
По заявлению главы «Роскосмоса» Дмитрия Рогозина, российская межконтинентальная ракета «Сармат» в случае применения смогла бы уничтожить любую систему противоракетной обороны. Однако, по состоянию на 2024 год, практическое применение комплекса после череды неудачных тестовых пусков остаётся под большим вопросом.